# Jōyō
Jōyō (城陽市?) è una città giapponese della prefettura di Kyōto.